# غراهام هابيل
غراهام هابيل (بالإنجليزية: Graham Abel)‏ (17 سبتمبر 1960 في المملكة المتحدة - ) هو لاعب كرة قدم بريطاني في مركز الدفاع. لعب مع نادي كرو ألكساندرا ونادي تشستر سيتي ونادي تشورلي ونادي ويتون ألبيون ونورثويتش فيكتوريا ونادي رانكورن هالتون.

## وصلات خارجية
- غراهام هابيل على موقع قاعدة بيانات كرة القدم.إي يو (الإنجليزية)
- غراهام هابيل على موقع Soccerbase.com (لاعب) (الإنجليزية)